# Hinkley (Kalifornia)
Hinkley (Kalifornia) – osada (unincorporated community) w stanie Kalifornia, w hrabstwie San Bernardino. Liczba mieszkańców 1915 (2000).
Hinkley znajduje się na pustyni Mojave 22 km (14 mil) na zachód od Barstow. Z miastem związana jest prawdziwa historia Erin Brockovich na podstawie której nakręcono film.